# Phaeostigma (Pontoraphidia) rhodopicum
Phaeostigma (Pontoraphidia) rhodopicum is een kameelhalsvliegensoort uit de familie van de Raphidiidae. De soort komt voor in Bulgarije.
Phaeostigma (Pontoraphidia) rhodopicum werd voor het eerst wetenschappelijk beschreven door Klapálek in 1894.